# Psicofonia
Psicofonia (do grego psyké, alma e phoné, som, voz), de acordo com a Doutrina Espírita, é o fenômeno mediúnico no qual um espírito se comunica através da voz de um médium.
A Doutrina Espírita identifica duas classes principais de psicofonia:
- a consciente - quando o médium afirma ter percebido mentalmente ou escutado uma fala proveniente de um espírito que desejava se comunicar, tendo-a reproduzido com o seu aparelho fonador; e
- a inconsciente ou sonambúlica - quando o médium afirma não saber o que disse, fazendo entender, neste caso, que o espírito comunicante ter-se-ia utilizado diretamente de seu aparelho fonador, por estar ele, médium, inconsciente.

Como se verifica em toda classificação espírita, esta deve ser entendida como didática, sabendo-se haver uma diversidade de nuances entre uma e outra classe.
Allan Kardec, em O Livro dos Médiuns chama os médiuns psicofônicos inconscientes de médiuns falantes.

## Psicofonia televisionada no Brasil
No dia 28 de outubro de 2004, quinta-feira, durante uma sessão comemorativa pelos 200 anos de nascimento de Allan Kardec, o deputado federal Luiz Carlos Bassuma (PV-BA), experimentou um aparente fenômeno de psicofonia, acessível no portal da Câmara de Deputados e no Youtube - ainda que visto por alguns com um certo ceticismo. Em um dado momento da sessão, quando estaria iniciando a prece, abaixou a cabeça, alterou seu tom de voz, com sua mão direita aparentemente trêmula durante mais de 3 minutos. Há várias menções a este caso quanto positivas - alegando veracidade na comunicação dos espíritos, quanto negativas - alegando que não houve critério na comunicação mediúnica. Bassuma afirmou ser espírita há 20 anos, na época do ocorrido e diz que quando ora, "sinto[sente] o envolvimento, deixo fluir, não faço nenhum tipo de bloqueio." O acontecimento foi amplamente noticiado nos vários telejornais brasileiros.